# Daniel Bassi
Daniel Bassi (Oslo, 2004. október 31. –) norvég korosztályos válogatott labdarúgó, a Bodø/Glimt középpályása.

## Pályafutása

### Klubcsapatokban
Bassi Norvégia fővárosában, Oslóban született. Az ifjúsági pályafutását a Lille Tøyen csapatában kezdte, majd a Tromsø akadémiájánál folytatta.
2023-ban mutatkozott be a Tromsø első osztályban szereplő felnőtt keretében. Először a 2023. április 23-ai, Viking ellen 1–1-es döntetlennel zárult mérkőzés 85. percében, Lasse Nilsen cseréjeként lépett pályára. Első gólját 2023. május 13-án, a HamKam ellen idegenben 2–1-es győzelemmel végződő találkozón szerezte meg. 2023. augusztus 1-jén a Bodø/Glimthez szerződött.

### A válogatottban
Bassi a norvég U19-es válogatott-tal részt vett a 2023-as U19-es labdarúgó-Európa-bajnokságon.

## Statisztikák
2023. június 25. szerint
| Klub     | Szezon   | Osztály     | Bajnokság | Bajnokság | Kupa  | Kupa | Nemzetközi | Nemzetközi | Összesen | Összesen |
| Klub     | Szezon   | Osztály     | Meccs     | Gól       | Meccs | Gól  | Meccs      | Gól        | Meccs    | Gól      |
| -------- | -------- | ----------- | --------- | --------- | ----- | ---- | ---------- | ---------- | -------- | -------- |
| Tromsø   | 2023     | Eliteserien | 8         | 1         | 2     | 1    | —          | —          | 10       | 2        |
| Összesen | Összesen | Összesen    | 8         | 1         | 2     | 1    | 0          | 0          | 10       | 2        |